# EMV

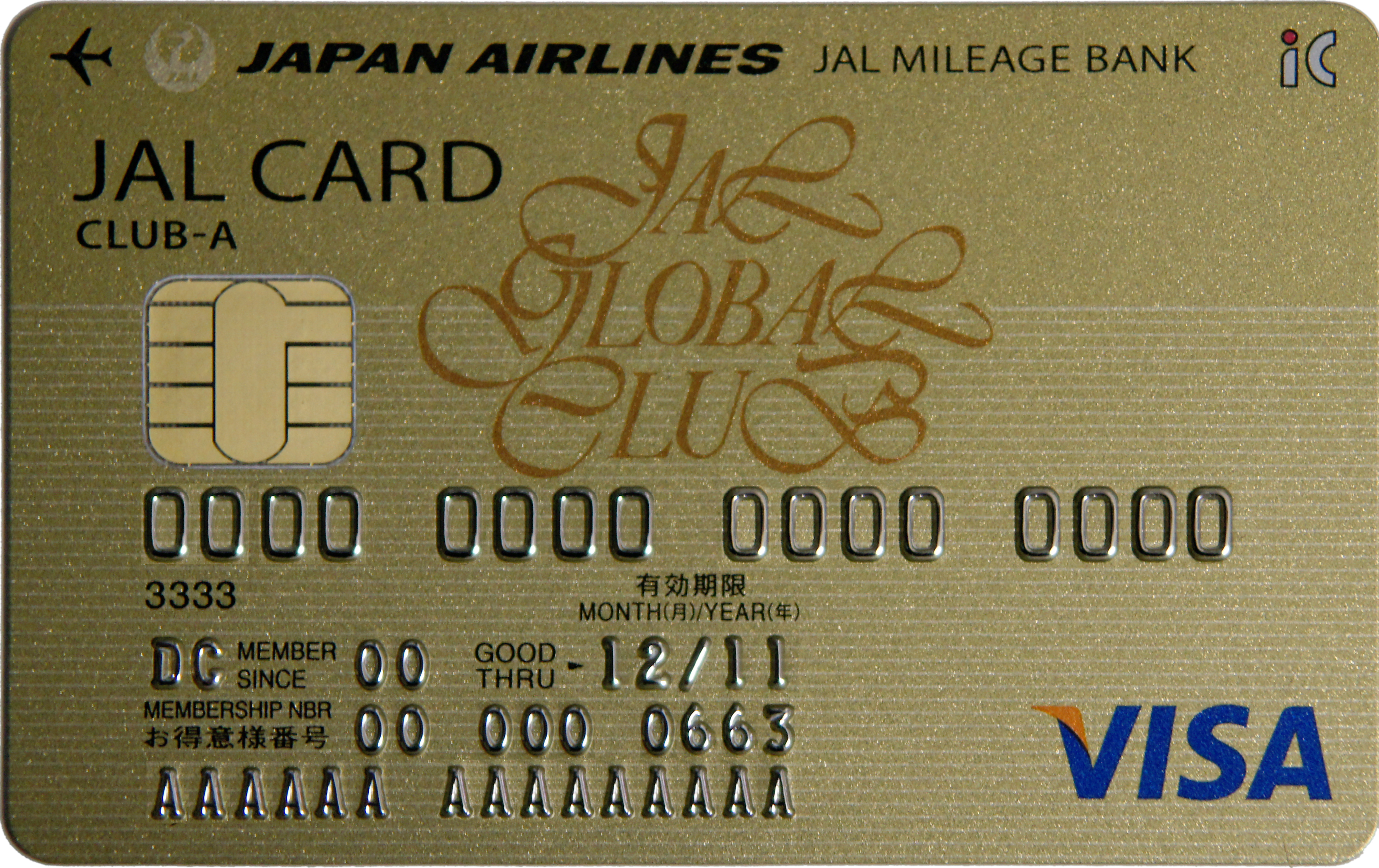
Targeta amb micro-xip EMV.

 EMV  és un estàndard d'interoperabilitat de targetes IC ("Targetes amb microprocessador") i  TPV  amb suport IC, per a l'autenticació de pagaments mitjançant targetes de crèdit i dèbit. El nom EMV és un acrònim de "Europay MasterCard VISA", les tres companyies que inicialment van col·laborar en el desenvolupament de l'estàndard. Els sistemes de targeta IC basats en EMV estan introduint-se de forma esglaonada a tot el món.
L'estàndard EMV defineix la interacció entre les targetes IC i els dispositius de processament de targetes IC a nivell físic, elèctric, de dades i d'aplicació, per a transaccions finals. Algunes parts de l'estàndard estan basats en gran manera en la interfície 'IC Chip card' definida en l'ISO 7816.
El sistema és incompatible amb les targetes Carte Bleue, desplegades sistemàticament a França des de 1992 (encara que la seva existència es remunta a 1967). No obstant això, Carte Bleue està migrant cap a l'estàndard EMV, havent iniciat aquest procés el 2002 i trobant-se actualment en un estat molt avançat. Actualment, és perfectament possible utilitzar targetes amb el sistema EMV a França.

## Prestacions
El propòsit i objectiu de l'estàndard EMV és el de permetre una interoperabilitat segura, a nivell mundial, entre targetes IC que compleixin EMV i terminals de pagament de targetes de crèdit que compleixin EMV. Hi ha dos avantatges principals en canviar a targetes de crèdit i sistemes de pagament basats en EMV: major seguretat (el que implica una reducció del frau) i la possibilitat de controlar de forma més detallada l'aprovació de transaccions sense connexió (fos de línia).
Les transaccions financeres mitjançant EMV ofereixen una major protecció contra el frau que els pagaments tradicionals mitjançant targetes de crèdit amb banda magnètica. Això es deu a l'ús d'algorismes de xifrat com DES, Triple-DES, RSA i SHA per a la provisió d'autentificació per part de la targeta al terminal que la processa, i al centre que s'encarrega de la transacció. No obstant això, el processament és generalment més lent que utilitzant targetes de banda magnètica, a causa dels càlculs criptogràfics necessaris en l'intercanvi de missatges entre targeta i terminal. Aquesta millora en la protecció contra el frau ha permès a bancs i entitats emissores de targetes de crèdit iniciar una 'inversió de responsabilitats' segons la qual els comerciants són ara responsables (des de l'1 de gener de 2005) de tot frau resultant d'una transacció realitzada sense EMV en els seus sistemes. L'aplicació pràctica d'aquest nou concepte depèn de cada país i del seu grau d'implantació dels pagaments per EMV.
Encara que no es tracti de l'únic mètode possible, la majoria d'implementacions de targetes i terminals EMV confirmen la identitat del propietari de la targeta demanant el tecleig d'un NIP (número d'identificació personal) en comptes de requerir la signatura del rebut en paper. L'autenticació mitjançant NIP depèn de les possibilitats del terminal i de la programació de la targeta. En el futur, aquests sistemes podrien actualitzar-se per utilitzar altres sistemes d'autenticació, per exemple biomètrics.

## Control de l'estàndard EMV
L'estàndard va ser definit i és administrat per l'entitat EMVCO. El reconeixement de compliment de l'estàndard EMV (certificació de dispositius) és emès per EMVCO segons els resultats remesos per una firma auditora homologada.
La prova de compliment d'EMV té dos nivells: El nivell 1 d'EMV, que cobreix interfícies a nivell físic, elèctric i de transport, i el nivell 2 d'EMV que cobreix la selecció d'aplicacions de pagament i el processament de transaccions financeres mitjançant targetes de crèdit.